# برتا بکمن
برتا وهنرت-بکمن (۲۵ ژانویه ۱۸۱۵ – ۶ دسامبر ۱۹۰۱) عکاس آلمانی بود. او به نظر می‌رسد اولین عکاس زن حرفه‌ای آلمان بوده و احتمالاً همچنین اولین عکاس زن حرفه‌ای جهان بوده باشد، که چندین سال قبل از بریتا سوفیا هسیلیوس و ژنوویو الیزابت دیسدی فعال بوده است. او به همراه همسرش، در سال ۱۸۴۳ یک استودیو در لایپزیگ افتتاح کرد و پس از مرگ همسرش در سال ۱۸۴۷، خود به تنهایی کسب و کار را اداره کرد.

## زندگی‌نامه
برتا وهنرت-بکمن در کوتبوس، در استان براندنبورگ از پادشاهی پروس به دنیا آمد. وهنرت-بکمن اولین بار در سال ۱۸۳۹ به عنوان آرایشگر در درسدن کار کرد. در آنجا، در سال ۱۸۴۰، با همسر آینده خود، ادوارد وهنرت (۱۸۱۱–۱۸۴۷) یک عکاس آشنا شد، که او را با فرایند داگرئوتایپ و فرایند رنگ‌آمیزی که به تازگی معرفی شده بود و بر اساس نگاتیوهای شیشه‌ای بود و امکان چاپ نامحدود را فراهم می‌کرد، آشنا کرد.
در سال ۱۸۴۳، به همراه همسرش، استودیویی در لایپزیگ افتتاح کرد و به عنوان اولین عکاس زن حرفه‌ای شناخته شده در آلمان تبدیل شد. پس از مرگ همسرش در سال ۱۸۴۷، او کسب و کار را به تنهایی اداره کرد. در سال ۱۸۴۹، او به ایالات متحده رفت و استودیوهایی در نیویورک افتتاح کرد، ابتدا در خیابان ۶۲ وایت و بعدها در برادوی ۳۸۵. در حالی که در آمریکا بود، او دیپلمی برای خدمات ویژه در عکاسی پرتره دریافت کرد. او در سال ۱۸۵۱ پس از انتقال کسب و کار نیویورک خود به برادرش، به لایپزیگ بازگشت. در سال ۱۸۶۶، او محل کسب و کار خود را به خیابان الاستر لایپزیگ منتقل کرد و چندین کارمند داشت. استودیوی او به یکی از آدرس‌های قابل توجه شهر تبدیل شد. او در سال ۱۸۸۳ در سن ۶۸ سالگی بازنشسته شد.
بکمن در فرایند عکاسی داگرئوتایپ کار می‌کرد. نمایشگاه آثار او که در موزه تاریخ شهر لایپزیگ قرار دارد، می‌تواند یکی از ارزشمندترین مشارکت‌ها در تاریخ اولیه عکاسی باشد. او با روندهای جدید حرفه خود به‌روز بود، از جمله به‌طور دقیق یادگیری عکاسی استریوگرافی پس از اختراع آن.

## نمایشگاه‌ها
هنرت-بکمن یکی از دو عکاسی بود که از زاکسن در اولین نمایشگاه صنعتی عمومی آلمان در سال ۱۸۵۴ در مونیخ شرکت کرد و در آنجا چاپ‌های کاغذی علاوه بر داگرئوتایپ‌ها به نمایش گذاشت. امروزه آثار او را می‌توان در موزه تاریخ شهر لایپزیگ مشاهده کرد.

## ارزیابی

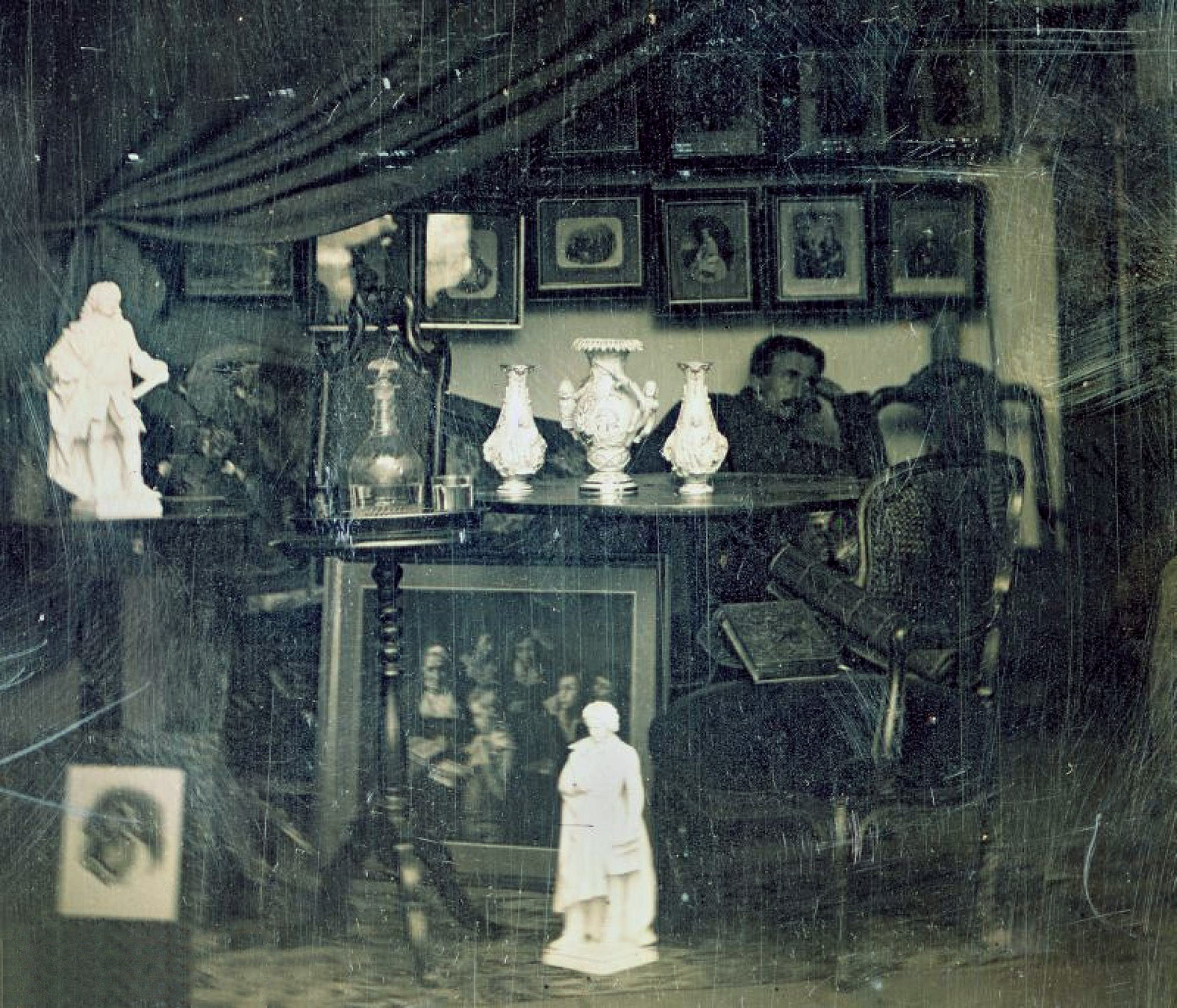
عکسی از استودیوی هنرت-بکمن حدود سال ۱۸۵۰

آثار او ترکیبی از رویکرد انسانی با سطوح بالای کیفیت فنی و هنری است. او در پرتره‌ها تخصص داشت و آثار او که از کودکان است، بسیار تأثیرگذار هستند. علاقه او به نوآوری‌های فنی، استفاده از روش‌های تبلیغاتی مدرن و حس کسب و کار او همگی به موفقیت برجسته او به عنوان یک عکاس کمک کردند.

## آثار
در حالی که در نیویورک زندگی می‌کرد، موضوعاتی مهم مانند رئیس‌جمهور میلارد فیلمور، سفیران و دیگر سیاستمداران برای عکاسی به استودیوی او آمدند. پس از بازگشت به استودیوی خود در لایپزیگ، او اولین کسی در شهر بود که شروع به کار با عکاسی برهنه کرد. او همچنین فهرستی از افراد معروف را به مجموعه عکاسی خود اضافه کرد. این افراد شامل کلارا شومان، یوهانس برامس، فرانتس دومینیک گراسی، کارل هاینه و بسیاری دیگر بودند. علاوه بر این، به بکمن برخی از اولین عکس‌های معماری لایپزیگ (۱۸۵۵–۱۸۶۰) که شهر و ویژگی‌های آن را پیش از تخریب برخی از آنها، مانند دروازه پیتر (۱۸۶۰) مستند می‌کرد، نسبت داده می‌شود.